# Monty Hall-problemet
Monty Hall-problemet er en opgave, som handler om sandsynlighed, og som er løst baseret på det amerikanske tv-program Let's Make a Deal. Problemet har fået navn efter programmets vært, Monty Hall.
En vidt kendt udgave af Monty Hall-problemet optrådte i et brev til Marilyn vos Savants Spørg Marilyn-klumme i magasinet Parade:
Antag, at du medvirker i et tv-program, og du får givet muligheden for at vælge mellem tre døre: Bag en af dørene er der en bil; bag de to andre en ged. Du vælger en dør, lad os sige nr. 1, og spilstyreren, som ved, hvad der er bag dørene, åbner en anden dør, lad os sige nr. 3, bag hvilken der befinder sig en ged. Han spørger dig nu: "Vil du hellere vælge dør nr. 2?" Er det nu en fordel af vælge om?
Problemet kaldes til tider også for Monty Hall-paradokset, da det på sin vis er et paradoks, fordi løsningen er kontraintuitiv. Da problemet og dets løsning blev givet af Marilyn vos Savant, skrev omkring 10.000 læsere ind, deriblandt flere hundrede matematikprofessorer, for at fortælle hende, at hun tog fejl. En del af kontroversen omhandlede, at problemets betingelser i Parade-klummen ikke klart specificerede spilstyrerens opførsel, hvorfor det teknisk set var tvetydigt. På trods af dette forekommer det ofte, at folk har svært ved at tro på det korrekte svar, også hvor der er givet utvetydige problembetingelser, forklaringer, simulationer og formelle matematiske beviser.

## Problem og løsning

### Problemet
Den ovenfor gengivne udgave af problemet undlader et kritisk aspekt af spilstyrerens opførsel, hvilket gør problemet tvetydigt fra et matematisk synspunkt. I en mere præcis fremstilling af problemet er spilstyreren tvunget til altid at åbne en dør, som afslører en ged og altid tvunget til at tilbyde spilleren at vælge om:
En helt igennem ærlig spilstyrer har placeret en bil bag en af tre døre. Bag de to andre døre er der en ged. Du har ingen forudgående viden der tillader dig at skelne mellem hvilken af de tre døre bilen ligger gemt bag. "Først vælger du en dør", siger han. "Derefter vil jeg åbne en af de to andre døre, bag hvilken der gemmer sig en ged. Efter jeg har vist dig geden, så får du lov til at foretage dit endelig valg; om du vil holde på den dør du startede med, eller om du vil vælge om og tage den sidste dør. Du vinder, hvad end der er bag døren." Du begynder ved at vælge dør nummer 1. Spilstyreren afslører, at der bag dør nummer 3 gemmer sig en ged. Øges spillerens sandsynlighed for at vinde en bil ved at skifte om til dør nummer 2?
I den oprindelig hensigt med problemet ligger den antagelse, at den specifikke dør, som spilstyreren åbner, ikke bibringer nogen information om spillerens første valg er rigtigt eller forkert. Den simpleste måde at gøre dette eksplicit er at tilføje en betingelse, således at spilstyreren skal åbne en af de to tilbageværende døre tilfældigt, hvis spilleren oprindeligt har valgt bilen. Kort kan problemet summeres op i følgende betingelser:
- Spilleren er præsenteret for tre døre (1, 2, 3), bag en af dørene er en bil – bag de andre er en ged.
- Spilleren ved ikke, hvad der er bag nogen af dørene.
- Hvis spilleren åbner den rigtige dør, vinder spilleren bilen.
- Sandsynligheden for at bilen er bag en bestemt dør er 1/3.
- Spilleren vælger en dør.
- Spilstyreren åbner en af de to andre døre, der indeholder en ged. Har spilleren allerede valgt den dør, som skjuler bilen, vælger han en tilfældig dør.
- Spilstyreren giver spilleren chancen for at vælge om.

Der er nu to lukkede døre tilbage, en af dem indeholder bilen. Er det fornuftigt at vælge den anden dør?

### Løsningen
Så snart spilstyreren har åbnet en dør, må bilen befinde sig bag en af de to tilbageværende døre. Spilleren har ingen mulighed for at vide, hvilken af de to døre der gemmer på bilen, hvilket leder mange til at tro, at der er den samme sandsynlighed for, at præmien ligger gemt bag hver af de to døre, og at det derfor ikke har nogen betydning at vælge om. Omend denne antagelse om den samme sandsynlighed er intuitivt fristende, så er den faktisk forkert. Spillerens chance for vinde bilen fordobles ved at vælge om, når spilstyreren tilbyder det.
Sandsynligheden for at man vælger døren med bilen ved det første valg er 1/3, hvilket også vil være chancen for at vinde bilen, hvis man holder fast på sit første valg. På den anden side er sandsynligheden for at vælge en dør, som skjuler en ged 2/3, og en spiller, som oprindeligt har valgt en ged, vinder bilen ved at vælge om. Men spilstyreren ved, hvad der er bag dørene, og i begge tilfælde skal spilstyreren åbne en dør, som gemmer på en ged. I to tredjedele af tilfældene, hvor spilleren først havde valgt en dør med en ged bagved, skal spilstyreren nødvendigvis udrydde den dør, som skjuler den anden ged, og lader på den måde døren med bilen være tilbage.
| \| 1. \| \| Spilstyreren afslører en af gederne \| \| \| \| Spilleren vælger bilen \| \| At vælge om medfører tab. \| \| 2. \| \| Spilstyreren skal afsløre ged B \| \| \| \| Spilleren vælger ged A \| \| At vælge om medfører gevinst. \| \| 3. \| \| Spilstyreren skal afsløre ged A \| \| \| \| Spilleren vælger ged B \| \| At vælge om medfører gevinst. \| |                        |                                     |                               |
| Spilleren har lige stor sandsynlighed ved start for at vælge bilen, ged A eller ged B. At vælge om resulterer i gevinst 2/3 af gangene. |                        |                                     |                               |
| 1. |                        | Spilstyreren afslører en af gederne |                               |
| | Spilleren vælger bilen |                                     | At vælge om medfører tab.     |
| 2. |                        | Spilstyreren skal afsløre ged B     |                               |
| | Spilleren vælger ged A |                                     | At vælge om medfører gevinst. |
| 3. |                        | Spilstyreren skal afsløre ged A     |                               |
| | Spilleren vælger ged B |                                     | At vælge om medfører gevinst. |

Mere formelt er der tre mulige udfald, svarende til spillerens oprindelige valg, hver med sandsynlighed 1/3, når spilleren bliver spurgt om at vælge om:
- Spilleren valgte oprindeligt døren som skjulte bilen. Spilstyreren har åbnet døren til en af de to geder.
- Spilleren valgte oprindeligt døren som skjulte ged A. Spilstyreren har åbnet døren til den anden ged.
- Spilleren valgte oprindeligt døren som skjulte ged B. Spilstyreren har åbnet døren til den anden ged.

I udfald to og tre vinder spilleren bilen ved at vælge den anden dør. Kun i udfald et er det ufordelagtigt at skifte dør, efter spilstyreren har åbnet en dør.
Med andre ord: I to ud af tre tilfælde kan det betale sig at skifte dør, og i et ud af tre tilfælde kan det ikke betale sig. Ens chance for at vinde fordobles altså ved at vælge om, når spilstyreren tilbyder det.
Løsningen ville være anderledes, hvis spilstyreren ikke vidste, hvad der var gemt bag de forskellige døre, eller hvis spilstyreren havde muligheden for ikke at tilbyde spilleren at vælge om. Nogle fremstillinger af problemet, herunder det i Parade Magazine, udelukker ikke eksplicit disse muligheder. Hvis eksempelvis spilstyreren kun tilbød muligheden for at vælge om, hvis spilleren oprindeligt valgte bilen, så ville sandsynligheden for at vinde ved at vælge om være 0%. I problemet, som er givet af Mueser og Granberg, er det, fordi spilstyreren skal afsløre en ged og skal tilbyde spilleren at vælge om, at spilleren har 2/3 sandsynlighed for at vinde ved at vælge om.

## Hjælp til forståelse

### Hvorfor sandsynligheden er 2/3
Den mest udtalte indvending mod løsningen er, at fortiden kan ignoreres, når man skal vurdere sandsynligheden – at det er irrelevant hvilken dør spilleren oprindeligt vælger, og spilstyreren åbner. Hvis spilstyreren åbnede en af de to tilbageværende døre tilfældigt og derved kom til at afsløre en ged, ville der faktisk være en 50/50 chance for gevinst blandt de to andre døre. I problemet, som det oprindeligt er fremstillet, har spillerens valg derimod indflydelse på spilstyrerens mulige valg.
Denne forskel kan demonstreres ved forskellen på det problem, som er opstillet af Mueser og Granberg, og problemet i vos Savants klumme fra november 2006. I denne udgave glemmer Monty Hall, hvilken dør bilen er bag. Han åbner en af dørene tilfældigt og er lettet over at finde en ged. På spørgsmålet, om man bør vælge om, svarede vos Savant korrekt: "Hvis spilstyreren er uvidende, så gør det ingen forskel om man vælger om eller fastholder sit første valg. Hvis spilstyreren ved det, så skift".
I denne udgave af problemet har spilleren altså samme sandsynlighed for at vinde ved at vælge om eller ikke. Der er seks muligheder for, hvad der kan ske, hver med sandsynlighed 1/6:
| Spilleren vælger | Spilstyreren afslører | Den tredje dør indeholder |
| ---------------- | --------------------- | ------------------------- |
| Ged A            | Bilen                 | Ged B                     |
| Ged B            | Bilen                 | Ged A                     |
| Ged A            | Ged B                 | Bilen                     |
| Ged B            | Ged A                 | Bilen                     |
| Bilen            | Ged A                 | Ged B                     |
| Bilen            | Ged B                 | Ged A                     |

I de to første tilfælde ovenfor afslører spilstyreren bilen. Hvad der sker i disse tilfælde er uvist – måske vinder eller taber deltageren per automatik. I problemet, som det er fremstillet her, har spilstyreren derimod afsløret, at døren, han åbnede, skjulte en ged, så kun fire af de seks tilfælde er mulige, og der er den samme sandsynlighed for hver af dem. I to af de fire tilfælde resulterer omvalg i gevinst, og i de to andre resulterer det i en ged. At fastholde sit oprindelige valg medføre de samme odds: et tab i to tilfælde og en gevinst i to tilfælde.
Spillerens sandsynlighed for at vinde ved at vælge om øges til 2/3 i problemet. hvor 'spilstyreren ved hvad der er bag dørene', fordi han i de to tilfælde ovenfor, hvor værten afslørede bilen, er tvunget til at afsløre den tilbageværende ged i stedet. I tabellen nedenfor er spilstyreren valg fra tabellen ovenfor fremhævet. Fordi han ikke kan afsløre bilen, så er hans opførsel ændret i to tilfælde:
| Spilleren vælger | Spilstyreren afslører | Den tredje dør indeholder |
| ---------------- | --------------------- | ------------------------- |
| Ged A            | Ged B                 | Bilen                     |
| Ged B            | Ged A                 | Bilen                     |
| Ged A            | Ged B                 | Bilen                     |
| Ged B            | Ged A                 | Bilen                     |
| Bilen            | Ged A                 | Ged B                     |
| Bilen            | Ged B                 | Ged A                     |

Denne ændring i spilstyrerens opførsel medfører, at det bliver dobbelt så sandsynligt, at bilen er gemt bag den tredje dør, og dette er årsagen til, at der er gevinst i dobbelt så mange tilfælde ved at vælge om i det oprindelige problem.

### Årsager til misforståelsen
En årsag til, at Monty Hall-problemet er så kontraintuitivt, kan være at spilstyreren forventes at være vildledende. Hvis spilstyreren kun åbner en dør, når spilleren har valgt korrekt, så bør spilleren naturligvis aldrig vælge om, efter at spilstyreren har åbnet en dør.
Andre mulige årsager til misforståelsen er, at problemet fremstilles, som om spilstyreren overrasker spilleren ved at åbne døren og tilbyde ham muligheden for at vælge om. Dette kan give det indtryk, at spilstyreren prøver at forvirre spilleren, som har valgt bilen og betyder, at spilleren ikke kender reglerne i forvejen. Hvis spilleren ikke kendte reglerne, ville det ikke ændre på sandsynligheden i det specifikke tilfælde, men det ville betyde at spilleren ikke definitivt kunne træffe det optimale valg. Denne forvirring er fjernet i den utvetydige fremstilling af problemet, hvor spilstyreren eksplicit forklarer reglerne til deltageren i forvejen.
En tredje årsag til misforståelsen kunne stamme fra hvordan problemet er fremstillet. Hvis en af antagelserne (antagelsen at spilstyreren ved, bag hvilken dør bilen er gemt, og antagelsen at spilstyreren aktivt forsøger at modarbejde spilleren) undlades fra formuleringen af problemet, så er der den samme sandsynlighed for at få gevinst ved at vælge om eller at fastholde det første valg.

### At øge antallet af døre
Det kan være nemmere at indse løsningen ved at overveje det samme problem med 100 døre i stedet for tre. I dette tilfælde er der 99 døre med geder bagved og en dør med en præmie. Spilleren vælger en dør. Spilstyreren åbner derefter 98 af de andre døre og afslører 98 geder – forestil dig spilstyreren starte med at åbne den første dør og fortsætter ned langs de 100 døre, mens han åbner dem en efter en, på nær den spilleren har valgt og en anden dør. Spilstyreren tilbyder nu spilleren muligheden for at vælge den eneste anden uåbnede dør. I gennemsnit vil der i 99 ud af 100 tilfælde være en gevinst bag den anden dør, idet spilleren i 99 ud af 100 tilfælde har valgt en dør med en ged bag. En rationel spiller bør skifte dør.
En sammenligning hermed viser, at spillet med 3 døre giver et misledende indtryk, fordi spilleren altid bliver præsenteret for sandsynligheder på 1/3. Der er 1/3 sandsynlighed for at vinde, spilstyreren afslører 1/3 af mystikken og spilleren tilbydes at vælge om til den anden 1/3-mulighed. Alle muligheder virker lige – men det er de ikke. Dette er en essentiel del af kontraintuitiviteten af det oprindelige problem.
Selv hvis kun én af de 100 døre åbnes, så vil det være en fordel for spilleren at vælge om. Den 99/100-chance for, at bilen ikke er bag den dør, som spilleren har valgt, bliver fordelt ligeligt over de 98 resterende døre, efter at spilstyreren har afsløret en ged. Hver af disse 98 døre, dvs. alle andre døre end den, spilleren har valgt og den, som spilstyreren har afsløret indholdet af, har en 99/9800 sandsynlighed for at gemme på bilen, så ved at vælge om øges spillerens chance for at vinde marginalt – fra en 0,0100 (1/100) chance til lidt over 0,0101 (99/9800). Dette er en forbedring på en faktor 99/98, eller lidt mere end 1 % bedre odds.
Den samme algoritme kan bruges til et vilkårligt antal døre, N. Algoritmen er "Vælg en dør, eliminer et antal (0 < x < N-1) af de resterende døre og overvej, om man skal skifte eller ej." Denne algoritme kan bruges for N =3 eller N =100. Højere værdier af N demonstrerer det samme matematiske princip på en mere åbenlys måde.

### Venn-diagram
Sandsynligheden at bilen er bag den tilbageværende dør kan beregnes ved brug af Venn-diagrammer. F.eks. efter at have valgt dør 1 så har spilleren 1/3 sandsynlighed for at have valgt den dør som gemmer på bilen, hvilket efterlader 2/3 sandsynlighed for at den er bag de to andre døre, som vist nedenfor. Bemærk at der er 100 % sandsynlighed for at finde en ged bag mindst én af de to uåbnede døre da der kun er en bil.
Spilstyreren bliver nu nødt til at åbne dør 3. Eftersom spilstyreren ved hvilken dør der gemmer hvad og altid skal åbne en dør som gemmer på en ged, har åbningen af dør 3 intet ændret i forhold til sandsynligheden for at man oprindeligt har valgt døren med bilen. Sandsynligheden er derfor stadig 1/3. Bilen er ikke bag dør 3, så hele 2/3 af sandsynligheden af de to uåbnede døre ligger nu kun på dør 2, som vist nedenfor. En anden måde at sige dette på er at hvis der er en bil bag enten dør 2 eller dør 3, så har spilstyreren med åbningen af dør 3 afsløret at bilen må være bag dør 2.

### Beslutningstræ
Mere formelt, kan situationen afbildes i et beslutningstræ.
I de to første tilfælde, hvor spilleren har valgt en ged, vil det at vælge om medføre en bil. I det tredje og fjerde tilfælde, da spilleren har valgt bilen først, vil et omvalg medføre en ged.
Den samlede sandsynlighed for at vinde ved at vælge om er lig summen af de to første tilfælde, 1/3 + 1/3 =2/3. Ligeledes, er sandsynligheden for at vinde ved at fastholde det oprindelige valg 1/6 + 1/6 =1/3.

### Summen af døre
I stedet for at blot en dør bliver åbnet og det vises at denne dør ikke indeholder bilen, så er en ækvivalent handling at lægge de to døre sammen til en siden spiller ikke kan, og ikke vil, vælge den åbnede dør. Spilleren har derfor valget enten at fastholde sit oprindelige valg med en 1/3 sandsynlighed for at vinde eller at vælge summen af indholdet i de to andre døre med 2/3 sandsynlighed for at vinde bilen. I dette tilfælde har spillets betingelser en betydning – at vælge om er ækvivalent med at tage indholdet af summen af de to ikke-valgte døre, fordi det kræves af spilstyreren at åbne en dør som gemmer på en ged.
I dette tilfælde må man altså ignorere døren åbnet af spilstyreren. Spilleren vælger faktisk mellem sit oprindelige valg og de to andre – spilstyrerens døråbning er blot til forvirring. Der er kun en bil, og den flytter sig ikke. Spillerens oprindelige valg deler de mulige steder bilen kan gemme sig mellem den valgte dør med 1/3 sandsynlighed og de to andre med 2/3 sandsynlighed. Det vides allerede at bag en af de to ikke-valgte døre gemmer der sig en ged. At spilstyreren afslører en ged bag en af de to døre giver derfor ingen information om den dør der oprindeligt blev valgt; det ændre ikke ved de 2/3 sandsynlighed for at bilen ligger gemt bag en af de to ikke-valgte døre.

### Bayes' sætning
En analyse af problemet ved at anvende formalismen af bayesiansk sandsynlighed, gør det den rolle betingelserne bag problemet spiller mere eksplicit. I bayesianske termer er sandsynligheder forbundet til sætninger, og udtrykker en grad af tro i sætningernes sandhedsværdi, betinget af den baggrundsinformation der er kendt. I tilfældet med Monty Hall-problemet er baggrundsinformationen spillets regler og sætningerne er:
{\displaystyle C_{i}\,} : Bilen ligger gemt bag dør i, for i = 1, 2 eller 3.
{\displaystyle H_{ij}\,} : Spilstyreren åbner dør j efter spilleren har valgt dør i, for i og j = 1, 2 eller 3.
F.eks. {\displaystyle C_{1}\,} betegner sætningen bilen ligger gemt bag dør 1, og {\displaystyle H_{12}\,} betegner sætningen spilstyreren åbner dør 2 efter spilleren har valgt dør 1. Ved {\displaystyle I\,} betegner vi baggrundsinformationen. Antagelser er formelt opført som følgende:
For det første, bilen kan være gemt bag hvilken af dørene og a priori er der lige stor sandsynlighed for at den er gemt bag hver af dørene. I denne sammenhæng menes der med a priori betingelserne før spillet er sat i gang eller før vi har set geden. Dermed er prior sandsynligheden for en sætning {\displaystyle C_{i}\,}:
{\displaystyle P(C_{i}|I)\,={\frac {1}{3}}\ } .
For det andet, spilstyreren skal altid åbne en dør som ikke gemmer på en bil, hvor hans valg er mellem de to døre spilleren ikke har valgt. Hvis sådanne to døre foreligger, så er der lige stor sandsynlighed blandt dem. Denne regel afgør den betinget sandsynlighed af sætningen {\displaystyle H_{ij}\,} i forhold til hvor bilen befinder sig, dvs. betinget i forhold til sætningen {\displaystyle C_{k}\,}. Specifikt, betyder dette:

| {\displaystyle P(H_{ij}\|C_{k},\,I)\,\,=\,{\begin{cases}\,\\\,\\\,\\\,\end{cases}}} | {\displaystyle \,0\,}   |  | hvis i = j, (spilstyreren kan ikke åbne døren valgt af spilleren)                                 |
| {\displaystyle P(H_{ij}\|C_{k},\,I)\,\,=\,{\begin{cases}\,\\\,\\\,\\\,\end{cases}}} | {\displaystyle \,0\,}   |  | hvis j = k, (spilstyreren kan ikke åbne en dør som gemmer på en bil)                              |
| {\displaystyle P(H_{ij}\|C_{k},\,I)\,\,=\,{\begin{cases}\,\\\,\\\,\\\,\end{cases}}} | {\displaystyle \,1/2\,} |  | hvis i = k, (de to døre som ikke gemmer på en bil har lige stor sandsynlighed for at blive åbnet) |
| {\displaystyle P(H_{ij}\|C_{k},\,I)\,\,=\,{\begin{cases}\,\\\,\\\,\\\,\end{cases}}} | {\displaystyle \,1\,}   |  | hvis i ≠ k og j ≠ k, (der er kun en dør som kan åbnes)                                            |

Problemet kan nu løses ved at pointgive hver strategi med dens tilhørende posterior sandsynlighed for at vinde, dvs. sandsynligheden i forhold til spilstyreren åbning af en af dørene. Uden tab af generalitet kan vi antage, evt. ved om-nummerering, at spilleren vælger dør 1 og at spilstyreren derefter åbner dør 3 som gemmer på en ged. Med andre ord, spilstyreren gør sætning {\displaystyle H_{13}\,} sand.
Posterior sandsynligheden for at vinde ved ikke at vælge om, betinget med spillets regler og {\displaystyle H_{13}\,} er dermed {\displaystyle P(C_{1}|H_{13},\,I)}. Ved brug af Bayes' sætning kan dette udtrykkes som:
{\displaystyle P(C_{1}|H_{13},\,I)={\frac {P(H_{13}|C_{1},\,I)\,P(C_{1}|I)}{P(H_{13}|I)}}} .
Ved antagelserne foroven, får vi tælleren af højre-side til at give:
{\displaystyle P(H_{13}|C_{1},\,I)\,P(C_{1}|I)={\frac {1}{2}}\times {\frac {1}{3}}={\frac {1}{6}}} .
Normaliseringskonstanten i nævneren kan udregnes ved at udvide den ved brug af definitionen af marginal sandsynlighed og betinget sandsynlighed:
{\displaystyle {\begin{array}{lcl}P(H_{13}|I)&{}=&P(H_{13},\,C_{1}|I)+P(H_{13},\,C_{2}|I)+P(H_{13},\,C_{3}|I)\\&{}=&P(H_{13}|C_{1},\,I)\,P(C_{1}|I)\,+\\&&P(H_{13}|C_{2},\,I)\,P(C_{2}|I)\,+\\&&P(H_{13}|C_{3},\,I)\,P(C_{3}|I)\\&{}=&{\displaystyle {\frac {1}{2}}\times {\frac {1}{3}}+1\times {\frac {1}{3}}+0\times {\frac {1}{3}}}\ =\ {\displaystyle {\frac {1}{2}}\ .}\end{array}}}
Ved at dele tælleren med normaliseringskonstanten fås:
{\displaystyle P(C_{1}|H_{13},\,I)={\frac {1}{6}}\,{\bigg /}\,{\frac {1}{2}}={\frac {1}{3}}} .
Bemærk at dette er den samme sandsynlighed som prior sandsynligheden for at bilen er bag den oprindelig valgte dør, hvilket betyder at spilstyrerens handling ikke har givet nogen information med hensyn til dette udfald.
Sandsynligheden for at vinde ved at vælge om til dør 2, {\displaystyle P(C_{2}|H_{13},\,I)}, kan udregnes ved at bruge at alle posteror sandsynligheder af alle {\displaystyle C_{i}\,}erne tilsammen skal give 1. Hvilket giver:
{\displaystyle 1=P(C_{1}|H_{13},\,I)+P(C_{2}|H_{13},\,I)+P(C_{3}|H_{13},\,I)} .
Siden spilstyreren åbnede dør 3, er bilen ikke bag denne og derfor er det sidste led nul. Dette kan vises ved at anvende Bayes' sætning og de foregående resultater:
{\displaystyle {\begin{aligned}P(C_{3}|H_{13},\,I)&={\frac {P(H_{13}|C_{3},\,I)\,P(C_{3}|I)}{P(H_{13}|I)}}\\&=\left(0\times {\frac {1}{3}}\right){\bigg /}\,{\frac {1}{2}}=0\ .\end{aligned}}}
Dermed fås:
{\displaystyle P(C_{2}|H_{13},\,I)=1-{\frac {1}{3}}-0={\frac {2}{3}}} ,
hvilket viser at den vindende strategi er at vælge om.

### Simulation
En simpel måde at demonstrere at vælge om-strategien faktisk giver gevinst to gange ud af tre i gennemsnit er at simulere spillet med et sæt spillekort. Tre kort fra et almindeligt sæt kort bruges til at repræsentere de tre døre; et kort bruges til at repræsentere døren som gemmer på bilen, f.eks. spar es, og to andre mere almindelige kort bruges til repræsentere døre med geder, f.eks. to røde kort af lav værdi; ruder 2 og hjerter 2.
Simulationen, som følger den efterfølgende procedure, kan gentages flere gange for at simulere flere omgange af spillet. Et kort tildeles til spilleren tilfældigt, for at repræsentere at spilleren har valgt denne dør i starten af spillet. Ved at se de to tilbageværende kort, hvoraf mindst et må være en rød to'er, kasserer spilstyreren en rød to'er. Hvis spilstyrerens tilbageværende kort er spar es, så markeres det at denne runde ville spilleren have vundet hvis der blev skiftet dør. Holder spilstyreren derimod en rød to'er, så registreres runden som en gevinst hvis spilleren havde fastholdt sit oprindelige valg.
Ved store tals lov, vil dette eksperiment approksimere sandsynligheden for at vinde, og ved at gentage eksperimentet nok gange vil man ikke blot kunne bekræfte at spilleren rent faktisk vinder to ud af tre gange ved at vælge om, men også vise hvorfor. To ud af tre gange, efter et kort er blevet tildelt spilleren, vil spar es fortsat være i spilstyrerens besiddelse. På dette tidspunkt i eksperimentet er det allerede bestemt hvorvidt det kan betale sig at vælge om eller ej i denne runde.
Hvis dette lille eksperiment ikke er tilfredsstillende, så kan simulationen udføres ved at bruge et helt sæt spillekort, ved at tildele spilleren et kort og beholde de 51 andre. I denne variant er spar es hos spilstyreren 51 ud af 52 gange, og vedbliver med at være hos denne lige godt hvor mange gange ikke-spar es kort fjernes.

## Variationer

### Anderledes opførsel af spilstyreren
I andre variationer af Monty Hall-problemet er spilstyrerens opførsel ikke fuldstændig utvetydig. F.eks. i den version som blev trykt i Parade i 1990 blev det ikke specificeret at spilstyreren altid åbner en anden dør eller at han altid tilbyder spilleren at vælge om eller aldrig åbner døren som gemmer på bilen. Når disse aspekter af spillet ikke er klargjort har spilleren ikke nok information til at slutte sig til at det at vælge om fører til gevinst to ud af tre gange. Nedenstående tabel viser mulige opførselsmønstre hos spilstyreren og den konsekvens det har på succesen af at vælge om. I størstedelen af opførselsmønstrene sikre strategien med at vælge om lige så gode, hvis ikke bedre, odds af gevinst som det at fastholde sit oprindelige valg. Derfor er det, når det ikke er klart hvorledes spilstyrerens skal opføre sig, stadig mest fordelagtigt at skifte dør.
| Mulige opførselsmønstre hos spilstyreren i det uspecifikke problem                                       | Mulige opførselsmønstre hos spilstyreren i det uspecifikke problem                                                                                   |
| Opførselsmønster                                                                                         | Resultat |
| --- | --- |
| Spilstyreren tilbyder kun spilleren at skifte dør hvis spilleren oprindeligt valgte en bil.              | At vælge om giver en ged. |
| Spilstyreren tilbyder kun spilleren at skifte dør hvis spilleren oprindeligt valgte en ged.              | At vælge om giver en bil. |
| Spilstyreren ved ikke hvad der er bag dørene og spilleren taber hvis spilstyreren åbner døren med bilen. | Spilleren taber når bilen afsløres en tredjedel af gangene. Hvis gevinsten stadig er gemt, så vinder spilleren halvdelen af gangene ved at vælge om. |
| Spilstyreren har mulighed for at åbne døren som spilleren har valgt.                                     | Spilleren taber hver tredje gang når bilen afsløres. Hvis præmien stadig er gemt, så vil et omvalg føre til gevinst halvdelen af gangene.            |
| Spilstyreren opfører sig som det er beskrevet i det specifikke problem.                                  | Det at vælge om giver gevinst to tredjedele af gangene.                                                                                              |

### To spillere
I denne udgave af spillet haves to spillere som hver har lov til at vælge deres egen dør. Spilstyreren eliminerer en spiller som har valgt en dør som gemmer på en ged; hvis en af spillere har valgt døren med bilen, så elimineres den anden spiller, ellers er det tilfældigt hvilken af de to spillere der elimineres. Spilstyreren åbner den eliminerede spillers dør og tilbyder nu den tilbageværende spiller en chance for at vælge den endnu ikke-valgte dør. Bør den tilbageværende spiller skifte dør?
Svaret er nej. At vælge om i dette spil giver gevinst hvis og kun hvis begge spillere oprindeligt valgte døre som gemte på geder; sandsynligheden for dette er kun 1/3. Ved at holde fast på det første valg så vinder den tilbageværende spiller bilen i to tredjedele af tilfældene. Så dem der fastholder deres valg vil vinde det dobbelte af dem som skifter dør.
Der er tre mulige udfald af denne situation, hver med sandsynlighed 1/3:
- Spiller 1 vælger døren med bilen. Spilstyreren må nødvendigvis eliminerer spiller 2. At vælge om medfører tab.
- Spiller 2 vælger døren med bilen. Spilstyreren må nødvendigvis eliminerer spiller 1. At vælge om medfører tab.
- Ingen af spillerne har valgt døren med bilen. Spilstyreren eliminerer en af spillerne tilfældigt. At vælge om medfører gevinst.

Spiller 1 er den tilbageværende spiller i det første tilfælde og halvdelen af gangene i det tredje tilfælde. At vælge om giver tab i dobbelt så mange tilfælde som det giver gevinst: Der er 1/3 sandsynlighed for at være den tilbageværende spiller og at vælge om medfører tab i forhold til 1/6 sandsynlighed for at være den tilbageværende spiller og at vælge om giver gevinst. Ligegyldigt hvilken spiller der er tilbage, så har denne spiller 2/3 sandsynlighed for at vinde ved at fastholde sit førstevalg.
Spillet med to spillere, fra den tilbageværende spillers synsvinkel, ligner spillet med en deltager: Spilleren vælger en dør, en ged afsløres bag en anden dør og spilleren har nu muligheden for at vælge den sidste dør. Imidlertid, den signifikante forskel er at i dette tilfælde elimineres en spiller. Det at overleve eliminationen forbedre den tilbageværendes spillers sandsynlighed for at have valgt bilen fra 1/3 til 2/3. En anden måde at se på dette er, at sandsynligheden for at den tilbageværende spiller ikke har valgt bilen oprindeligt er en sum af sandsynligheder: Det er sandsynligheden for ikke at vælge bilen oprindeligt og sandsynligheden for ikke at være den eliminerede spiller: (2/3)x(1/2) =1/3. Det eneste manglende udfald for den tilbageværende spiller er at han har valgt bilen i sit første valg og siden de to mulige udfald må have en samlet sandsynlighed på 1, må sandsynligheden for at spilleren allerede har valgt bilen være 2/3.
Spillet med to spillere er akkurat det samme som det med kun en spiller, blot omvendt. I spillet med en deltager, er det døren som spilleren har valgt som ikke kan åbnes af spilstyreren og derfor bibeholder den sin oprindelige sandsynlighed på 1/3. I spillet med to deltagere, er det den ikke-valgte dør som ikke kan åbnes af spilstyreren og derfor bibeholder den sin oprindelige sandsynlighed.

### Ndøre
Der findes en generalisation af de oprindelige problem med N døre. I det første skridt, vælger spilleren en dør. Spilstyreren åbner nu en anden dør end den valgte som ikke indeholder præmien. Hvis ønsket, så kan spilleren nu vælge en ny dør. Spilstyreren åbner endnu en uåbnede dør uden præmie, som spilleren ikke har valgt. Igen må spilleren vælge om, hvis han ønsker det osv. Dette fortsætter indtil at der kun er to uåbnede døre tilbage: spillerens på det tidspunkt nuværende valg og en anden dør. Hvor mange gange bør spilleren vælge om, hvis overhovedet, og hvornår.
En mulig strategi er at holde fast i førstevalget hele vejen igennem spillet, også skifte til sidst. Med fire døre kan det bevises at denne strategi er optimal; det er blevet postuleret at med N døre, så er denne strategi også optimal og giver en sandsynlighed for at vinde som er (N-1)/N.
Problemet er lignede problemstillingen på tv-programmet Deal No Deal, som typisk begynder med 26 kufferter. Spilleren vælger en kuffert som han vil holde på og vælger så tilfældigt kufferter som skal åbnes ud af de 25 resterende. I dette spil er der lige stor sandsynlighed for at kufferten som spilleren oprindeligt valgte eller en af de uåbnede kufferter indeholder den store hovedgevinst. Forskellen er at enhver kuffert som spilleren vælger skal åbnes kan muligvis indeholde de 2 millioner kroner, hvorved præmien elimineres fra konkurrencen. På den anden side ved Monty Hall indholdet og kan ikke vælge hovedgevinsten. Fordi Deal/No Deal spilleren har lige stor sandsynlighed for at åbne præmie kufferten som en uden så er Monty Hall fordelen tabt. Antager vi at hovedpræmien stadig er tilbage med to kufferter så har spilleren en 50/50 chance for at hovedpræmien faktisk er i kufferten som spilleren oprindeligt valgte.

### Kvanteudgave
En kvanteudgave af paradokset illustrerer nogle punkter i forholdet mellem klassisk eller ikke-kvanteinformation og kvanteinformation, som er indkodet i systemet af kvantemekaniske systemer. Formuleringen er løst baseret på kvantespilteori. De tre døre erstattes af et kvantesystem som tillader tre alternativer; det at åbne en dør og se hvad der gemmer sig bag svarer til at lave en bestemt måling på systemet. Reglerne kan udtrykkes i dette sprog og endnu engang er valget for spilleren om han vil fastholde sit oprindelige valg eller om han skal vælge en anden ortogonal mulighed. Sidstnævnte strategi viser sig at fordoble chancerne for gevinst akkurat som i det klassiske tilfælde. Imidlertid, hvis spilstyreren ikke randomisere præmiens position i en fuldstændig kvantemekanisk måde, så kan spilleren gøre det endnu bedre, og endda nogen gange vinde præmien med sikkerhed.

## Problemets historie
Et hovedsageligt identisk problem optrådte som Tre fangers problemet i Martin Gardners Mathematical Games klumme i magasinet Scientific American i 1959. Gardners udgave gør udvalgsproceduren eksplicit, og undgår derved de ikke-nævnte antagelser som optræder i Parade udgaven. Dette problem indenfor sandsynlighedsteori involverer tre fanger, hvoraf en tilfældigt er blevet valgt til at skulle henrettes næste dag. Den første fange bønfalder fængselsvagten om at fortælle ham hvilken af hans medfanger der skal løslades, ved at argumentere at denne information ikke afslører om han selv bliver henrettet; vagten påstår at hvis fangen ved hvilken af de to andre fanger der løslades så vil det øge sandsynligheden for at han selv skal henrettes fra 1/3 til 1/2. Spørgsmålet er nu hvorvidt fangens eller fængselsvagtens analyse er korrekt. I Martin Gardners udgave, udfører fængselsvagten en tilfældig procedure for at udvælge navnet på den fange, som løslades; dette udgør et ækvivalent problem i forhold til Monty Hall-problemet, uden den sædvanlige tvetydighed i præsentationen.

I 1975, skrev Steve Selvin et par breve til magasinet The American Statistician omhandlende Monty Hall-problemet. Det første brev præsenterede problemet i en udgave tæt på den mest populære udgave; udgaven præsenteret i Parade 15 år senere er en reformulering af Selvins udgave. Det andet brev forekommer at være den første gang udtrykket Monty Hall-problem bruges. Problemet er faktisk en ekstrapolering fra quiz-showet; Monty Hall åbnede faktisk en dør uden præmie for at opbygge spænding, men tillod aldrig spillerne at vælge en ny dør. Som Monty Hall skrev til Selvin:

Og hvis du nogensinde skulle deltage på mit show, så gælder reglerne også for dig – ikke noget med at vælge om.
Philip Martins artikel med titlen Monty Hall-fælden i en udgave af magasinet Bridge Today i 1989 præsenterer Selvins problem med den korrekte løsning som et eksempel på, hvorledes man kan falde i fælden og behandle ikke-tilfældig information som var det tilfældig. Martin giver herefter nogle eksempler i kortspillet bridge, f.eks. princippet om begrænset valg, hvor spilleren almindeligvis udregner oddsene forkert ved at lade sig narre af den samme fælde. I forhold til den kontrovers, der vil opstå et år senere, viser Martin en forbløffende mangel på forudseenhed, da han skriver "Her [i Monty Hall-problemet] er fælden let at se. Men fælden kan dukke op mere skjult i forbindelse med et spil bridge."
En omformuleret udgave af Selvins problemformulering optrådte i Marilyn vos Savants Spørg Marilyn spørgsmål-og-svar klumme i Parade i september 1990. Selvom vos Savant giver det korrekte svar – at det at vælge om sikrer gevinst to tredjedele af gangene – estimerer vos Savant, at 10.000 læsere, heriblandt flere hundrede matematikprofessorer, skrev ind for at påpege, at hendes løsning var forkert. Som et resultat af opmærksomheden fik problemet det alternative tilnavn Marilyn og gederne.
I november af 1990 fandt en ligeledes ophedet debat sted om vos Savants artikel i Cecil Adams klumme The Straight Dope. Adams svarede i begyndelsen forkert, at der var 1/2 chance for at vinde, lige meget hvilken af de to tilbageværende døre man valgte. Efter en læser havde skrevet ind og korrigeret matematikken i Adams' analyse, var Adams enig i, at matematisk havde han taget fejl, men sagde, at udgaven i Parade undlod at nævne kritiske betingelser, og uden disse betingelser var sandsynligheden for at vinde ved at vælge om ikke nødvendigvis 2/3. På trods af dette skrev talrige læsere ind, hvor de hævdede, at Adams havde haft ret første gang, og at den korrekte sandsynlighed var en ud af to.
Parade-klummen og dens respons fik en del opmærksomhed i pressen, inklusiv en forsidehistorie i avisen New York Times i hvilken Monty Hall blev interviewet. Han lod til at forstå problemet ganske udmærket og gav journalisten en demonstration med bilnøgler og forklarede, hvorledes reglerne i spillet på quiz-showet Let's Make a Deal er anderledes end dem, som optræder i problemet.
Mere end 40 afhandlinger har været udgivet om dette problem i akademiske journaler og populærpressen.
Problemet bliver ved med at dukke op uden for akademiske kredse. Syndikatet NPR's program Car Talk havde problemet med i en af deres ugentlige gåder, og det svar, de havde med, var klart forklaret som det korrekte. En beretning om matematikeren Paul Erdős' første møde med problemet findes i bogen Manden som kun elskede tal (eng: The Man Who Loved Only Numbers) – som så mange andre svarede han forkert første gang. Problemet bliver diskuteret fra synsvinklen af en dreng med Aspergers syndrom i bogen Den mystiske sag om hunden i natten (The Curious Incident of the Dog in the Nighttime), en roman fra 2003 af Mark Haddon. Problemet er også med i en forelæsning af karakteren Charlie Eppes i en episode af CBS-dramaet Numb3rs (episode 1.13).

### Fodnoter
1. ↑  vos Savant, Marilyn (1990). "Ask Marilyn" klumme, Parade Magazine p. 12 (17 Februar 1990). [citeret i Bohl et al., 1995]
2. 1 2 3 4  Mueser, Peter R. and Granberg, Donald (maj 1999). "The Monty Hall Dilemma Revisited: Understanding the Interaction of Problem Definition and Decision Making", Arkiveret 10. december 2004 hos  Wayback Machine University of Missouri arbejdspapir 99-06. Hentet 5. juli 2005.
3. ↑  vos Savant, Marilyn (2006). "Ask Marilyn" klumme, Parade Magazine p. 6 (26 November 2006)
4. ↑  Gill, Jeff (2002). Bayesian Methods, pp. 8-10. CRC Press. ISBN 1-58488-288-3.
5. ↑  Bapeswara Rao, V. V. and Rao, M. Bhaskara (1992). "A three-door game show and some of its variants". The Mathematical Scientist 17, nr. 2, pp. 89–94
6. ↑  D'Ariano, G.M et al (2002). "The Quantum Monty Hall Problem" (PDF). Los Alamos National Laboratory, (21. februar 2002). Hentet 15. januar 2007.
7. ↑  Gardner, Martin (1959). "Mathematical Games" column, Scientific American, Oktober 1959, pp. 180–182. Genoptrykt i The Second Scientific American Book of Mathematical Puzzles and Diversions.
8. ↑  Selvin, Steve (1975). "A problem in probability" (brev til redaktøren). American Statistician 29(1):67 (Februar 1975).
9. ↑  Selvin, Steve (1975). "On the Monty Hall problem" (brev til redaktøren). American Statistician 29(3):134 (August 1975).
10. ↑  Hall, Monty (1975). The Monty Hall Problem. Arkiveret 8. april 2010 hos  Wayback Machine LetsMakeADeal.com. Indeholder Maj 12, 1975 brev til Steve Selvin. Hentet 15. januar 2007.
11. ↑  Martin, Phillip (1989). "The Monty Hall Trap", Bridge Today, Maj–Juni 1989. Genoptrykt i Granovetter, Pamela and Matthew, ed. (1993), For Experts Only, Granovetter Books.
12. ↑  Martin, Phillip (1989).
13. ↑  vos Savant, Marilyn (1990). "Ask Marilyn" klumme, Parade Magazine p. 12 (17 Februar 1990). [cited in Bohl et al., 1995]
14. ↑  Adams, Cecil (1990). "On 'Let's Make a Deal,' you pick Door #1. Monty opens Door #2—no prize. Do you stay with Door #1 or switch to #3?" Arkiveret 15. maj 2008 hos  Wayback Machine. The Straight Dope, (2. november 1990). Hentet 25. juli 2005.
15. ↑  Tierney, John (1991). "Behind Monty Hall's Doors: Puzzle, Debate and Answer?", The New York Times (21 Juli 1991), Sunday, Sektion 1; Del 1; side 1; Spalte 5
16. ↑  Magliozzi, Tom; Magliozzi, Ray (1998). "Haircut in Horse Town: & Other Great Car Talk Puzzlers". Diane Pub Co. ISBN 0-7567-6423-8.

### Eksterne links
- Monty Hall simuleret i flash Arkiveret 31. maj 2008 hos  Wayback Machine Prøv selv en grafisk simulering i 3D grafik og beregn sandsynligheden ved både flere lukkede og åbne døre. Kompatibel med alle browsere på både pc og Mac.
- Eric W. Weisstein, Monty Hall-Problemet på MathWorld.
- Monty Hall-Problemet Arkiveret 8. april 2010 hos  Wayback Machine på letsmakeadeal.com Arkiveret 2. maj 2007 hos  Wayback Machine (citerer Montys brev til Steve Selvin i sin helhed)
- Monty Hall Paradoks (let's make a deal) (bibliografi)
- Grafisk bevis for Monty Hall-problemet (tekopper og diamanter)
- Monty Hall Dilemmaet på cut-the-knot
- Monty Hall-problemet – en spilsimulation (illustreret ved en demonstrativ, brugervenlig og aldisig spilsimulation)
- En Monty Hall simulator i Javascript  Arkiveret 29. januar 2007 hos  Wayback Machine (En simulator som du kan køre i din web browser)
- Grand Illusions Arkiveret 1. august 2005 hos  Wayback Machine Forklaring og forskellige simulationer
- Monty Halls hemmelighed (forklaring set fra den dårlige dør side)
- Monty Hall Simulator (Webside ikke længere tilgængelig) (Simulatore for holde og skifte strategien i Perl, med data filer som repræsentere resultatet af en million spil med hver strategi)
- Realtids global simulation Arkiveret 5. april 2007 hos  Wayback Machine En simulation som tæller op resultatet af alle spillere som har spillet.
- Monty Hall-problemets hjemmeside Arkiveret 14. marts 2007 hos  Wayback Machine En simpel præsentation af problemet of dens løsning.
- Et træ-diagram af Monty Hall-problemet med Marilyn vos Savant antagelser Arkiveret 11. marts 2007 hos  Wayback Machine
- The Game Show Problem Arkiveret 10. marts 2010 hos  Wayback Machine Det oprindelige spørgsmål og responsen på Marilyns hjemmeside.